# Vlag van Mari El
De vlag van Mari El bestaat uit een wit vlak met het wapen van Mari El en links een rode decoratieve band. Zowel de vlag als het wapen, waarop rode beer met een schild en een zwaard te zien is, werden op 1 juni 2011 in gebruik genomen. De kroon en het zwaard op de vlag symboliseren respectievelijk natie en macht. De basis van het embleem is een schild dat een teken bevat dat ook op de vorige vlag stond.

## Historische vlaggen
Als Marische ASSR ten tijde van de Sovjet-Unie had het gebied ook een eigen vlag. In 1937 werd er een aangenomen die gebaseerd was op de toenmalige vlag van de Sovjet-Unie; in 1954 kwam een vlag in gebruik die gebaseerd was op de toenmalige vlag van Rusland.
|  |  |  |

Op 3 september 1992 nam het parlement van Mari El een nieuwe vlag aan; deze bestond uit drie horizontale banden, waarvan de middelste even breed is als de andere twee banden samen. De vlag bevat een ornament en daaronder de naam van de republiek in cyrillische letters: Марий Эл.
|  |

Op 28 november 2006 werd de vlag wederom aangepast: het ornament werd naar het midden verplaatst en de tekst verdween. De dikte van de banden werd aangepast. Op de voorzijde van de vlag staat in de middelste witte band een ornament. Op de achterzijde ontbreekt het ornament. Dit ornament stelt een gestileerde zon voor; dit kan men ook op een aantal vlaggen van andere Russische deelgebieden zien, zoals op de vlag van Chakassië, de vlag van Ingoesjetië, de vlag van Mordovië, de vlag van Oedmoertië en de vlag van Tsjoevasjië. De zon op de vlag van Mari El staat voor leven en eeuwigheid en is (evenals de naam van de republiek) in een donkerder kleur rood afgebeeld dan de onderste band, omdat volgens Mari-legendes het leven uit roodbruine aarde ontstaan zou zijn.
Dit ornament wordt al lang geassocieerd met de agrarische cultuur van de regio en vertegenwoordigt de begrippen vruchtbaarheid en eeuwigheid. Blauw symboliseert de schone lucht boven de republiek. Het vertegenwoordigt ook water, dat in de oudheid een voorwerp van verering was voor de Mari. Wit is de traditionele kleur van arbeid en een kenmerk van de nationale klederdracht, zowel voor dagelijks gebruik als voor vieringen. Wit symboliseert ook leven, vrede, goedheid, eerlijkheid en een hoge moraal. Rood wordt veel gebruikt in de volkskunsten van het volk en is verbonden met hun spirituele oorsprong. Het ontwerp van de vlag is van de hand van G. N. Bulygin en A. A. Danilov.
| Vexillologisch symbool voor een tweezijdige vlag, waarvan de zijden ongelijk zijn | Vexillologisch symbool voor de keerzijde van een tweezijdige vlag |